# 長谷川英信
長谷川 英信（はせがわ えいしん）は、江戸時代初期(生没年不詳)の武芸者である。
あらゆるの武芸を修めたことから、武芸百般の達人とも称される。無雙直傳流和（土佐伝においては夏原流となる）19代、戸田長門流（棒術、剣術）5代の伝承者で無雙直傳英信流・無雙神傳英信流の源流である長谷川流居合兵法、長川流居合術（谷の字が落ちる）、無究玉心流柔術で流祖としている。正保の年に、竹川無敵との真剣勝負に勝ったことが有名である。
このほか、槍術では法蔵院長谷川流の流祖で、これは十文字槍（鎌槍）の宝蔵院流槍術を学ぶ以前に修めた素槍の大島流槍術を印可されていたことで、二流の技から悟りを得たことによる。このため流名を宝蔵院流槍術の流名からはばかって「宝」の字を「法」の字にし、宝蔵院流においては法蔵院流長谷川派槍術の名として残り、大島流（大嶋流とも）槍術でも2代に系譜される。
実際の長谷川英信については疑問点が多く、史実については未だ確定しがたい。

## 名前
- 無雙直傳流和、無究玉心流柔術では長谷川内藏之助英信。
- 無雙直傳英信流居合兵法、無雙神傳英信流抜刀兵法、法藏院流槍術長谷川派では長谷川主税助英信。
- 戸田長門流では長谷川内藏亮英信。

## 出身と出生、死亡
法藏院流槍術長谷川派の伝書によれば、文禄7年（文禄7年という年はないので一説に慶長3年とも）讃岐に生まれ、紀州徳川家に仕えるも浪人し、江戸に住み、享保4年（1719年）12月に享年118で死んだという。子供がおらず甥の長谷川官兵衞英政が後を継いだ。無雙直傳流和でも長谷川菅兵衞尉英實が後を継いだという。なおその後の20代は小菅清誓斎正継で戸田長門流の6代をも長谷川英信から継いでいる。
無雙直傳英信流居合術では土佐の出身と伝わる。また、法藏院流長谷川派槍術では讃岐の出身と伝えている。